# 蘇格爾格羅夫五號縣區 (伊利諾伊州默納德縣)
蘇格爾格羅夫五號鎮區（英語：Sugar Grove No.5 Precinct）是位於美國伊利諾伊州默納德縣的一個縣區。

## 地方資料
根據2010年美國人口普查的數據，蘇格爾格羅夫五號鎮區的面積為60.034平方千米，當中陸地面積為60.034平方千米，而水域面積為0.000平方千米。當地共有人口331人，而人口密度為每平方千米5.51人。